# Warcraft II: Tides of Darkness
Warcraft II: "Tides Of Darkness" is een real-time strategy computerspel uitgebracht in 1995 door Blizzard Entertainment. Warcraft II maakt deel uit van de Warcraftserie en is een vervolg op het in 1994 uitgebrachte spel Warcraft: Orcs & Humans en werd later uitgebreid met Warcraft II: "Beyond the Dark Portal". Beide spellen werden ook samen verkocht onder de naam Warcraft II Battle.net Edition. Het spel is in 1997 ook in aangepaste vorm uitgekomen voor de PlayStation en Sega Saturn onder de naam Warcraft II: The Dark Saga.

## Het verhaal
Het verhaal van het spel gaat ervan uit dat in het vorige spel de orks hebben gewonnen, en sluit dus aan op het einde van de ork-campagne.
Zes jaar zijn verstreken sinds de laatste oorlog tussen mensen en de orks. Azeroth is door de orks veroverd en de mensen zijn gevlucht over zee naar het land Lordaeron. De "warchief" van de Horde, Orgrim Doomhammer, gaat met zijn vloot, bestaande uit Juggernauts en Destroyers, op oorlogspad naar de kust van Lordaeron om dit land ook te veroveren. Niemand is opgewassen tegen de orks die tot het binnenland van Lordaeron komen en daar het oude koninkrijk van de elfen, Quel'Thalas, vernietigen. Om de orks te stoppen sluiten de volkeren van Azeroth - dit zijn de mensen van Lordaeron, de elfen, dwergen en gnomen - een verbond en vormen de Alliantie.

## Het spel

### Algemeen
Net als in Warcraft: "Orcs & Humans" gaat Warcraft II over de strijd tussen de mensen en de orks. Maar nu zijn ook andere karakters erbij betrokken. Aan de kant van de mensen vechten de elfen, gnomen en dwergen mee en de orks hebben versterking gekregen van de ogres, draken, trollen, goblins en death knights. Net als in Warcraft I is het mogelijk om als beide partijen te spelen.
De eenheden en landschappen in Warcraft II is gedetailleerder dan in Warcraft I. De eenheden zijn zeer verschillend zodat de speler aparte strategieën kan toepassen en maatregelen kan treffen. In Warcraft II heeft de speler ook eenheden voor gevechten op het water en in de lucht.

### Doel
De speler moet zich in beide gevallen door een aantal levels heen vechten. In elk level heeft men een missie die kan variëren van het bouwen van een bepaald gebouw tot het redden van een (groep) unit(s) of het vernietigen van een bepaald doel.
De mensen hebben als hoofddoel het terugdrijven van de orks uit Lordaeron. De speler moet echter met de orks juist Lordaeron veroveren.

### Landschappen
In Warcraft II komt de speler vanaf vrijwel elke plek in de Eastern Kingdoms: van de ijzige vlaktes van Zul'Dare tot de bossen van Hillsbrad. Er zijn drie typen landschappen waarin de speler critters (dieren) tegenkomt (deze zijn niet van belang voor de missies):
- bos, met schapen
- sneeuw, met zeehonden
- woestijn (wasteland), met wilde zwijnen

## Orks

### Gebouwen
- Great Hall: dit is een van de belangrijkste gebouwen. Zonder dit gebouw kan bijna niets anders worden gebouwd. De Great Hall dient om werkers te trainen en om andere gebouwen te kunnen bouwen.
- Stronghold: Het bolwerk is de geüpgradede versie van de Great Hall. De Stronghold geeft toegang tot meer gebouwen. Om een Stronghold te bouwen moet men ook een Great Hall en een Barrack hebben.
- Fortress: Een fort is de geüpgradede versie van het bolwerk (Stronghold) en geeft toegang tot alle gebouwen. Om een fort te bouwen moet men ook een bolwerk (Stronghold), houtzagerij (Lumber Mill), smederij (Blacksmith) en oger-terp (Ogre Mound) hebben.
- Pigfarm: Een varkensboerderij produceert voedsel voor een spelers Units. Bij te weinig varkensboerderijen kan men geen nieuwe units meer trainen. Een varkensboerderij kan vier units voeden
- Barrack: De barakken zijn noodzakelijk om eenheden (units) te trainen. Eerst alleen Grunts, maar in combinatie met andere gebouwen ook bijlwerpers, ogers en katapults.
- Shipyard: Een scheepswerf is benodigd om zee-units te trainen. In combinatie met andere gebouwen neemt het aantal units dat getraind kan worden toe.
- Troll Lumbermill: de houtzagerij van de trollen vergroot de houtproductie met 25 per keer en stelt de speler in staat om de bijlwerpers (axethrowers) van de trollen te trainen en te upgraden tot Berserkers.
- Blacksmith: Een smid stelt de speler in staat om zijn eenheden te upgraden met vier levels.
- Oil Platform: Een olieplatform is bedoeld om olie uit een olieveld te kunnen halen. Olieplatforms kunnen alleen door een olietanker worden gebouwd.
- Ogre mound: Een ogerterp maakt het mogelijk om ogers te trainen. Zo'n terp kan alleen worden gebouwd als men een bolwerk heeft.
- Goblin Alchemist: kan Goblin Zeppelin’s en Goblin Sappers trainen. Een Goblin Alchemist kan alleen worden gebouwd als men een bolwerk heeft.
- Oil Refinery: Een olieraffinaderij verhoogt de olieproductie met 25 per keer. Deze kan alleen worden gebouwd als men een scheepswerf heeft.
- Foundry: kan de kracht van alle zee-units vergroten met maximaal vier levels en stelt de speler in staat om sterkere zee-units zoals vrachtwagens te trainen.
- Altar of Storms: stelt de speler in staat om zijn ogers te upgraden tot ogertovenaars (Ogre Mages) en deze nieuwe spreuken te leren. Een Altar of Storms kan alleen worden gebouwd als men een fort heeft.
- Temple of the Damned: kan Death Knights trainen en deze meer spreuken leren. Een Temple of the Damned kan alleen worden gebouwd als men een Fortress heeft.
- Dragonroost: kan draken trainen. Een Dragonroost kan alleen worden gebouwd als men een fort heeft.
- Watchtower: Wachttorens stellen de speler in staat de vijand eerder te zien aankomen. Ze kunnen op twee manieren worden geüpgraded:
  - Guard Tower: torens waar pijlen vanaf worden geschoten. Zijn zeer effectief tegen lucht-units.
  - Cannon Tower: torens gewapend met kanonnen. Zijn goed tegen land-units en zee-units, maar hebben geen effect op lucht-units.

### Land-units
- Peons: de werkers van het ork-leger. Peons kunnen gebouwen bouwen of repareren, hout hakken en goud delven. Ze kunnen zelfs meevechten, maar echt sterk zijn ze niet. Peons worden getraind in een Great hall, Stronghold en Fortress.
- Grunts: de primaire soldaten van de orks.
- Troll Axethrowers: kunnen alleen worden getraind als de speler een houtzagerij heeft. Bijlwerpers kunnen vanaf een afstand aanvallen.
  - Berserkers: geüpgradede versies van de bijlwerpers. Berserkers zijn sterker en kunnen verder werpen met hun bijlen dan bijlwerpers.
- Ogre: sterkere landunits van de orks. Ogers hebben twee hoofden en zijn sneller en sterker dan Grunts. Men kan ze alleen trainen als men een oger-terp heeft.
  - Ogre Mage: Met een Altar of Storms kunnen ogers worden geüpgraded tot ogertovenaars. Deze zijn sterker dan ogers en kunnen een aantal spreuken leren.
- Goblin Sappers: Goblin Sappers kunnen zichzelf opblazen en zo kleine gebouwen of groepen vijandige Units vernietigen
- Catapult: Katapulten zijn de zware aanvalswapens van de orks. Katapulten kunnen van veraf gebouwen en vijanden beschieten, maar zijn niet snel.
- Death Knight: de tovenaars van de orks. Death Knights zijn niet sterk in een gevecht, maar kennen wel een aantal dodelijke spreuken.

### Zee-units
- Oil Tanker: Olietankers zijn benodigd om olieplatformen te bouwen op olievlekken en vervolgens de olie op te halen.
- Transport: boten die tot maximaal zes landunits kunnen vervoeren. Men kan ze alleen bouwen als men een Foundry heeft. Transportboten zijn onbewapend en als ze worden vernietigd zijn ook alle units aan boord weg.
- Troll Destroyer: de primaire zee-units van de orks.
- Ogre Juggernaut: de grote slagschepen van de orks.
- Giant Turtle: een enorme schildpad met een torpedolanceerder op zijn rug. Giant Turtles kunnen onder water zwemmen en zijn alleen zichtbaar voor lucht-units en gnomen-onderzeeërs.

### Lucht-units
- Goblin Zeppelin: luchtballonnen die als verkenners dienst kunnen doen. Ze hebben geen wapens.
- Dragon: de sterkste units van de orks. Draken kunnen overal overheen vliegen en de meeste landunits kunnen hen niets doen.

### Speciale Units
Deze units kan men niet trainen en ze komen maar in een paar levels voor.
- Cho’gall: een speciale Ogre Mage. Men moet hem later doden wegens verraad
- Zuljin: de leider van de Troll Axethrowers die in het tweede level gered moet worden
- Gul’dan: De laatste overgebleven warlock die de deathknights maakt. Later moet men hem vermoorden wegens verraad.
- Demon: vliegende monsters met een brandend zwaard. Niet erg sterk.
- Skeleton: deze wandelende geraamtes kan men wel trainen door de spreuk Raise Dead van de Death Knights te gebruiken op dode units.

### Spreuken
De magische units hebben een beperkte hoeveelheid magische energie genaamd mana, die terugloopt bij gebruik van spreuken. De mana vult zichzelf na enige tijd weer aan.

#### Ogertovenaars (Ogre Mages)
- Eye of Killrog: er verschijnt een vliegend oog dat de speler als verkenner vooruit kan sturen
- Runes: werken als landmijnen
- Bloodlust: vergroot tijdelijk de kracht van de unit waar de speler dit op gebruikt.

#### Death Knights
- Death Coil: extra sterke versie van de normale aanval van de Death Knights.
- Raise Dead: verandert dode units in Skeletons voor het leger.
- Whirlwind: veroorzaakt een tornado die alles op zijn pad verwoest, ook eigen units.
- Unholy Armor: maakt een Unit tijdelijk onkwetsbaar, maar neemt wel de helft van hun gezondheid weg.
- Haste: vergroot de snelheid van de unit waar men dit op gebruikt.
- Death and Decay: veroorzaakt een wolk die alle vijandelijke units en gebouwen erin vernietigt. De wolk blijft totdat de mana van de Death Knight op is.

## Mensen

### Gebouwen
- Town Hall: heeft dezelfde functies als de Great Hall voor de orks.
- Keep: De geüpgradede versie van het stadhuis (Town Hall). De keep heet dezelfde functies als de bolwerk (stronghold). Om er een te bouwen moet de speler ook een stadhuis (Town Hall) en een barak (Barrack) hebben.
- Castle: Een kasteel is de geüpgradede versie van de Keep. Een kasteel geeft toegang tot alle gebouwen. Om een kasteel te bouwen moet de speler ook een stadhuis (Town Hall), houtzagerij (Lumber Mill), smederij (Blacksmith) en stallen (Stables) hebben.
- Farm: Een boerderij produceert voedsel voor speler-units. Een boerderij kan zes units voeden.
- Barrack: Het barak heeft dezelfde functie als het ork-barak.
- Shipyard: De scheepswerf heeft dezelfde functies als de orkscheepswerf.
- Elven Lumbermill: Deze houtzagerij vergroot de spelers houtproductie met 25 per keer en stelt de speler in staat om Elven Archers te trainen en te upgraden tot Rangers
- Blacksmith: Een smederij stelt de speler in staat om zijn units te upgraden met vier levels.
- Oil Platform: Olieplatform met dezelfde functie als het ork-olieplatform.
- Stables: maakt het mogelijk om ridders te trainen. Stables kunnen alleen worden gebouwd als men een Keep heeft.
- Gnomish Inventor: kan Gnomish Flying Machines en Dwarven Demolition Squads trainen. Een Gnomish Inventor kan alleen worden gebouwd als men een Keep heeft.
- Oil Refinery: Olieraffinaderij met dezelfde functie als een ork-olieraffinaderij
- Foundry: zelfde functie als de Orc Foundry
- Church: stelt de speler in staat om je ridders te upgraden tot Paladins en deze nieuwe spreuken te leren. Een kerk kan alleen worden gebouwd als men een kasteel heeft.
- Mage Tower: kan Mages trainen en deze meer spreuken leren. Een Mage Tower kan alleen worden gebouwd als men een kasteel heeft.
- Gryphon Aviary: kan Gryphon Riders trainen. Een Gryphon Aviary kan alleen worden gebouwd als men een kasteel heeft.
- Scout Tower: heeft dezelfde functie als een wachttoren bij de orks. Ook deze toren kan worden geüpgraded tot een Guard tower en een Cannon tower.

### Land-units
- Peasant: de boerenarbeiders van het mensenleger. Zij hebben dezelfde functies als Peons.
- Footman: de primaire soldaten van de mensen
- Elven Archer: kunnen alleen worden getraind als men een Lumbermill heeft. Elven Archers kunnen vanaf een afstand aanvallen.
  - Rangers: geüpgradede versies van de Elven Archers. Rangers zijn sterker en kunnen verder schieten dan Elven Archers.
- Knight: sterkere landunits van de mensen. Ridders rijden op paarden en zijn sneller dan Footmen. Men kan ze alleen trainen als men een Stables heeft.
  - Paladin: met een kerk kunnen ridders worden geüpgraded tot Paladins. Paladins zijn sterker dan ridders en kunnen een aantal spreuken leren.
- Ballista: de zware aanvalswapens van de mensen. Ballista’s schieten enorme pijlen af die veel schade kunnen aanrichten, maar ze zijn niet erg snel.
- Dwarven demolition squad: hebben dezelfde functie als de Goblin Sappers bij de orks.
- Mage: Tovenaars van de mensen. Tovenaars kennen net als Death Knights veel spreuken.

### Zee-units
- Oil Tanker: Olietanker met dezelfde functie als Orc Oil Tankers.
- Transport: Transport heeft dezelfde functie als Orc Transport.
- Elven Destroyer: de primaire zee-units van de mensen.
- Battleship: de grote slagschepen van de mensen.
- Gnomish Submarine: duikboten bewapend met een torpedolanceerder. Gnomish Submarines kunnen onder water varen en zijn alleen zichtbaar voor lucht-units en Giant Turtles.

### Lucht-units
- Gnomish Flying Machine: een vliegmachine zonder wapens. Kan als verkenner dienen.
- Gryphon Rider: de sterkste lucht-units van de mensen. Bestaan uit een griffioen en een dwerg met een donderhamer die op zijn rug zit. Ze zijn net zo gevaarlijk als de Dragons van de orks.

### Speciale units
- Lothar: de leider van de mensen en een van de personages uit het vorige spel. De speler ziet hem alleen even kort in het een-na-laatste level als hij wordt gedood door een groep orks.
- Uther Lightbringer: een speciale Paladin.

### Spreuken

#### Paladijnen (paladins)
- Healing: 'Herstel' herstelt de gezondheid van een of meer units. Hoe ver hangt af van de hoeveelheid mana die de paladijn heeft. Het herstel werkt alleen op 'levende' units, niet op ballista's en schepen.
- Holy Vision: 'Heilig visioen' laat de speler een kijkje nemen in een nog onbekend gebied
- Exorcism: 'Duiveluitdrijving' verzwakt of doodt Skeletons en Death Knights.

#### Tovenaars (mages)
- Fireball: 'Vuurbal' geeft een extra sterke aanval
- Flame shield: geeft een unit tijdelijk een brandend schild dat elke vijand die in zijn buurt komt beschadigt of doodt.
- Slow: 'Vertragen' vertraagt de unit waar men dit op gebruikt
- Invisibility: 'Onzichtbaarheid' maakt een unit onzichtbaar voor de vijand. Dit werkt totdat de onzichtbare unit iemand aanvalt.
- Polymorph: verandert een unit in een onschuldig dier dat men gemakkelijk kan doden.
- Blizzard: veroorzaakt een regen van ijs die alles vernietigt wat erin terechtkomt. Dit gaat door tot de Mage geen mana meer heeft.

## Easter eggs
In Warcraft II zitten zogenaamde easter eggs verborgen:
- Als de speler een of meer units selecteert zeggen deze iets. Klikt een speler meerdere malen achtereen op een unit dan raakt deze geïrriteerd en zegt dan andere dingen.
- Als de speler 30 keer achtereen op dezelfde critter klikt dan ontploft deze.

## Trivia
- Het spel is opgenomen in het boek 1001 Video Games You Must Play Before You Die van Tony Mott.